# 小手川準
小手川 準（こてがわ ひとし、1971年11月16日 - ）は、日本中央競馬会（JRA）・美浦トレーニングセンターの調教師。東京都出身。

## 来歴
東京都町田市出身。私立駒場東邦中学校・高等学校卒業。一橋大学社会学部中退。
小学6年から中学1年にかけて、何気なくテレビの競馬中継で見たミスターシービーやシンボリルドルフをきっかけに競馬に興味を持ち始める。
次第に競馬の世界のドラマ、ロマンに強く惹きつけられるようになり、毎週の競馬を欠かさずに見るようになった。
寺山修司の競馬エッセイを愛読していたせいか主役より脇役の馬を応援することが多く、当時好きだった馬は「G1を勝てそうで勝てなかった」スダホークだという。
一橋大学社会学部在籍中、元サンケイスポーツの競馬記者であった片山良三（現ゼンノマネジメントレーシングマネージャー）に声を掛けられ夕刊紙「日刊アスカ」で競馬記者のアルバイトをするようになる。
美浦トレセンや競馬場で取材をするうちに、同世代の騎手、調教助手や厩務員と親しくなり次第に厩舎での仕事に興味を持ち始める。
その後、厩務員を目指して一大決心し、一橋大学を4年で中退。当時調教助手であった戸田博文（現調教師）に紹介されたナルタ牧場（千葉県富里市）に修業のために就職する。
1998年1月にJRA競馬学校厩務員課程に入学する。7月から諏訪富三厩舎の厩務員となり10月に浅野洋一郎厩舎に移籍して調教助手となる。2001年1月に小桧山悟厩舎へ移籍し、調教厩務員を担当。2011年3月から調教助手を務める。そのキャリアの中でも、約19年間在籍した小桧山厩舎での経験は今の調教師としてのベースになっているという。調教師試験合格の記者会見の時、目標の調教師として小桧山悟の名前を挙げている。
小桧山の薦めもあり調教師を目指すようになり、2018年に5度目の挑戦でJRA調教師免許試験に合格する。開業までの1年間の技術調教師時代は、小桧山悟だけでなく田中博康や武幸四郎といった新進気鋭の若手調教師の下でも調教技術を学んだ。その他にも、社台ファームやノーザンファームなどの名門牧場、イギリス、アイルランドといった海外にも出向くなど積極的に研修を行った。2020年に美浦トレセンで厩舎を開業。開業時には「ゼンノ」の冠名を使用する大迫久美子や「テソーロ」の了徳寺健二などの馬主から開業祝いの花が送られた。
厩舎カラーはピンクとブルー。ピンクは「愛情」「楽しさ」、ブルーは「冷静さ」「ひたむきさ」を表している。ちなみに小手川厩舎のイメージキャラクターの馬はイラストレーターのおがわじゅりのデザインによるものである。
2020年3月20日、中山8レースをセイウンソルジャーで初出走（12着）。同年7月12日、函館8レースをミニオンペールで制し、延べ70頭目で初勝利を挙げた。「新規開業でバタバタしている中ようやく勝つことができ、まずはスタッフにおめでとうと言いたい」とコメントした。
2022年の大阪杯をヒュミドールでG1初出走（15着）。2022年のオークスをニシノラブウインクでクラシック初出走（8着）。
2023年5月2日に行われたかきつばた記念でウィルソンテソーロが勝利し、重賞初制覇を飾った。そのウィルソンテソーロでは、ドバイワールドカップ（4着）、コリアカップ （2着）と海外遠征も経験。2024年11月4日には同馬がJBCクラシックを制し、開業5年目で悲願のGI級競走初制覇を果たした。
厩舎の看板馬であったウィルソンテソーロは次走のチャンピオンズカップで2着惜敗。2年連続で同じレモンポップ相手に後塵を拝したこと、さらにはその後のローテーションについても意見が対立したことで、了徳寺健二オーナーはこのレース後にウィルソンテソーロを含む小手川厩舎に預けていた所有馬7頭全頭を転厩させている。厩舎にとっては管理馬が一気に7頭もいなくなる非常事態であったが、吉田照哉、西山茂行、馬場祥晃といった馬主たちがすぐに転厩馬を用意しその窮地を救った。
レースでは小桧山厩舎の弟弟子にあたる山田敬士（引退）、原優介、佐藤翔馬 、それ以外にも菊沢一樹といった若手ジョッキーたちを起用することが多い。また、所属騎手の武士沢友治（引退）、菅原隆一にも積極的に騎乗機会を与えている。

## 人物
趣味は読書。「主人公に感情移入をして読むタイプなので、同世代の人物を描いた小説を読むことが多い」とインタビューでは語っている。20代に読んだ鷺沢萠の作品には最も影響を受けたという。
プロ野球、阪神タイガースの熱狂的なファンでもある。
もともとは読売ジャイアンツの小林繁のファンであったが、江川卓とのトレードをきっかけに阪神ファンになった。
子供の頃の将来の夢は天文学者であったという。
一橋大学社会学部在学中は著書「競馬の人類学」でJRA賞馬事文化賞を受賞した長島信弘教授のゼミに所属していた。

## 調教師成績

### 概要
|            | 日付          | 競馬場・開催    | 競走名           | 馬名               | 頭数 | 人気 | 着順 |
| ---------- | ------------- | --------------- | ---------------- | ------------------ | ---- | ---- | ---- |
| 初出走     | 2020年3月20日 | 2回中山7日6R    | 3歳未勝利        | セイウンソルジャー | 15頭 | 12   | 12着 |
| 初勝利     | 2020年7月12日 | 2回函館4日8R    | 3歳以上1勝クラス | ミニオンペール     | 11頭 | 2    | 1着  |
| 重賞初出走 | 2020年5月2日  | 2回東京3日11R   | 青葉賞           | レアリザトゥール   | 18頭 | 18   | 16着 |
| 重賞初勝利 | 2023年5月2日  | 3回名古屋1日11R | かきつばた記念   | ウィルソンテソーロ | 12頭 | 2    | 1着  |
| GI初出走   | 2022年4月3日  | 2回阪神4日11R   | 大阪杯           | ヒュミドール       | 16頭 | 14   | 15着 |
| JpnI初勝利 | 2024年11月4日 | 14回佐賀3日11R  | JBCクラシック    | ウィルソンテソーロ | 11頭 | 1    | 1着  |

## 主な管理馬
太字はGI級競走
- ウィルソンテソーロ（2023年かきつばた記念、マーキュリーカップ、白山大賞典、2024年JBCクラシック）[7]
- ヒュミドール（2021年小倉記念2着、福島記念2着、2023年ダイヤモンドステークス2着）
- ニシノラブウインク（2022年フラワーカップ2着）

## 主な厩舎所属者
※括弧内は厩舎所属期間と所属中の職分。
- 横田雅博（2020年- 調教助手）

- 武士沢友治（2023年-2024年 騎手）
- 大庭和弥（2024年-  騎手、調教助手）
- 菅原隆一(2025年- 騎手）